# 甲胺氢溴酸盐
甲胺氢溴酸盐或溴化甲铵是一种无色晶体，化学式为CH3NH3Br，可简写为MABr。

## 制备
甲胺水溶液（33%）和氢溴酸（48%）按化学计量比混合，控制反应温度，在0.1 MPa下于45 °C蒸去溶剂，可得甲胺氢溴酸盐。
CH3NH2 + HBr → CH3NH3Br

## 应用
甲胺氢溴酸盐可用于制备钙钛矿材料（如MAPbBr3）。